# Bob Lazar
Robert Scott "Bob" Lazar (/ləˈzɑːr/; sinh ngày 26 tháng 1 năm 1959) tuyên bố đã từng làm trong dự án về công nghệ kỹ thuật đảo ngược ngoài hành tinh tại một địa điểm gọi là S-4, nằm gần cơ sở thử nghiệm Khu vực 51, và có những chiếc UFO sử dụng lực đẩy sóng hấp dẫn. UFO này vận hành nhờ vào nguyên tố hoá học số 115 (lúc đó chưa được khám phá). Ông tiếp tục xác nhận mình đã đọc tài liệu tóm tắt của chính phủ Mỹ mô tả người ngoài hành tinh có liên quan đến các vấn đề của nhân loại trong suốt 10.000 năm qua. Những tuyên bố của Lazar đã hướng đến sự chú ý của công chúng vào Khu vực 51 đầy bí ẩn.
Các trường đại học mà Lazar lấy được bằng cấp cho thấy không có ghi chép nào về ông cả. Ông hiện sở hữu và điều hành một công ty tiếp liệu khoa học.

## Tuyên bố
Lazar chịu trách nhiệm đưa địa điểm thử nghiệm bí mật Khu vực 51 hướng đến sự chú ý của công chúng. Vào tháng 5 năm 1989, Lazar xuất hiện trong một cuộc phỏng vấn đặc biệt với phóng viên điều tra George Knapp trên đài truyền hình Las Vegas KLAS, dưới bút danh "Dennis" và với khuôn mặt che kín, để thảo luận về công việc có mục đích của mình tại "S-4", một cơ sở phụ mà ông xác nhận nằm gần căn cứ Không quân Mỹ Khu vực 51. Ông cho biết cơ sở này tiếp giáp với Hồ Papoose, nằm ở phía nam của cơ sở chính Khu vực 51 tại Hồ Groom, và gồm những nhà để máy bay giấu kín được xây dựng trên sườn núi. Ông nói rằng ông đã tham gia vào kỹ nghệ đảo ngược của một số đĩa bay. Ông xuất hiện dưới chính tên mình và để lộ mặt trong một cuộc phỏng vấn tiếp theo với Knapp vào tháng 11.
Lazar tuyên bố rằng động cơ đẩy của các phương tiện nghiên cứu được lấy từ nguyên tố nguyên tử 115 (Moscovium, về sau được phát hiện vào năm 2003), và nó được dùng để tạo ra sóng trọng lực. Ông cũng xác nhận rằng chính ông đã cung cấp các tài liệu tóm lược mô tả sự dính dáng của các sinh vật ngoài trái đất từ hệ sao Zeta Reticuli vào lịch sử Trái Đất trong suốt 10.000 năm qua.
Câu chuyện của Lazar đã thu hút sự chú ý của giới truyền thông và gây tranh cãi, và có một số người ủng hộ; thế nhưng phần lớn cộng đồng khoa học vẫn tỏ thái độ hoài nghi. Lazar tuyên bố đã làm việc như một nhà khoa học "bên trong cơ sở Vật lý Meson" tại Phòng thí nghiệm Quốc gia Los Alamos. Lazar còn kể lại rằng bản sơ yếu lý lịch của ông đã bị xóa bỏ trong một nỗ lực của chính quyền nhằm làm mất uy tín câu chuyện của ông.

## Tiểu sử

### Học vấn và năng lực
Lazar tuyên bố mình từng nhận bằng cấp của Viện Công nghệ Massachusetts (MIT) và Viện Công nghệ California (Caltech). Những cuộc điều tra về lý lịch của ông không thể tìm thấy bất kỳ hồ sơ nào ghi rằng Lazar từng tham dự một trong hai tổ chức trên.
Stanton Friedman, một nhà nghiên cứu UFO nổi tiếng, đã có thể xác minh rằng Lazar đã tham gia các khóa học điện tử vào cuối những năm 1970 tại trường Pierce Junior College ở Los Angeles, đồng thời được cho là đang theo học MIT ở Massachusetts. Ông tiếp tục xác định rằng Lazar đã tốt nghiệp trung học với thứ hạng ở phần dưới cùng của lớp học, và rằng lớp khoa học duy nhất ông lấy bằng là hóa học. Ông tin rằng điều này gần như chắc chắn đã loại trừ Lazar khỏi MIT, vì MIT thường chỉ lấy từ các vị trí hàng đầu, và chỉ những người đã trải qua nhiều lớp khoa học. Friedman tin rằng Lazar đã nói dối về việc theo học MIT và Caltech. Không có giáo sư nào nhớ đến Lazar, ông không có trong sổ sách nào cả, cũng không có hồ sơ về việc nhập học của ông, và ông ấy không thể nhớ rõ năm nào mình lấy được tấm bằng cử nhân. Ông cũng không phải là thành viên của bất kỳ cơ quan chuyên môn nào. MIT đã xác nhận rằng không có cách nào để xóa một ai đó ra khỏi hồ sơ của họ.
Công việc của Lazar được liệt kê là nhân viên xử lý phim chụp tự theo các tài liệu phá sản.

### Làm việc tại Los Alamos
Tên của Lazar xuất hiện trong danh bạ điện thoại của Phòng thí nghiệm Quốc gia Los Alamos; thế nhưng nó lại liệt kê cả tên nhân viên và nhà thầu, và Stanton Friedman xác nhận rằng ông thực sự là một kỹ thuật viên làm việc cho Kirk Meyer, một nhà thầu bên ngoài.

### Vấn đề pháp lý năm 1990
Năm 1990, Lazar đã bị bắt vì giúp đỡ và tiếp tay cho một ổ mại dâm. Vi phạm này được giảm xuống thành tội môi giới mại dâm mà ông đã thừa nhận mình phạm tội. Ông được lệnh phải làm việc công ích tới 150 giờ, tránh xa nhà thổ, và trải qua liệu pháp tâm lý.

## United Nuclear
Lazar sở hữu và điều hành công ty United Nuclear Scientific Equipment and Supplies, chuyên bán nhiều loại vật liệu bao gồm cảm biến bức xạ, quặng phóng xạ, các nguyên tố không phóng xạ như silicon tinh khiết, nam châm cực mạnh và các thiết bị khoa học khác như aerogel, cũng như một loạt các phòng thí nghiệm hóa chất. Vào năm 2006, Lazar và vợ ông Joy White bị buộc tội vi phạm Đạo luật về các Chất độc hại Liên bang vì vận chuyển hóa chất bị hạn chế trên toàn tiểu bang. Các cáo buộc này bắt nguồn từ cuộc đột kích các văn phòng kinh doanh của United Nuclear năm 2003, nhằm kiểm tra sổ sách giấy tờ doanh thu hóa chất.
United Nuclear đã phạm phải ba tội trạng liên quan đến thương mại xuyên bang, trợ giúp và tiếp tay tuồn các chất độc hại bị cấm vào nền thương mại xuyên bang. Năm 2007, United Nuclear bị phạt 7.500 đô la vì vi phạm luật cấm bán hóa chất và thành phần được sử dụng để chế tạo pháo hoa bất hợp pháp.

## Lễ hội Desert Blast
Lazar và người bạn lâu năm Gene Huff đứng ra tổ chức Desert Blast, một lễ hội thường niên dành cho những người đam mê pháo hoa ở sa mạc Nevada. Bắt đầu từ năm 1987, nhưng chỉ được đặt tên chính thức vào năm 1991, cái tên được lấy cảm hứng từ Desert Storm. Lễ hội có các chất nổ tự chế, tên lửa, xe chạy bằng phản lực và các pháo hoa khác, với mục đích nhấn mạnh khía cạnh thú vị của hóa học và vật lý.